# Chase & Status
Chase & Status és un duet anglès de música electrònica compost per Saul Milton (Chase) i Will Kennard (Status). A més, Andy Gangadeen n'és el bateria quan la banda actua en directe. El duet es va formar a Londres l'any 2003 després de retrobar-se quan estudiaven en diferents universitats a Manchester. De llavors ençà, el duet ha publicat diversos àlbums d'estudi i ha col·laborat amb artistes destacats com The Prodigy, Snoop Dogg, Foo Fighters, Kanye West, Plan B, CeeLo Green, Rihanna, Example i Tinie Tempah. Ambdós dirigeix el segell discogràfic independent MTA Records.

## Discografia

### Àlbums d'estudi
- More than Alot (2008)
- No More Idols (2011)
- Brand New Machine (2013)
- Tribe (2017)
- RTRN II JUNGLE (2019)
- What Came Before (2022)[3]

### EP
- Ten Tonne (2005)
- The Druids (2006)
- London Bars (2015)